# Johns Hopkins
Johns Hopkins (19/5/1795 - 24/12/1873) là một doanh nhân giàu có, nhà từ thiện và người theo phong trào bãi nô người Mỹ vào thế kỷ 19 ở Baltimore, Maryland, được nhiều người biết đến vì những đóng góp trong việc tạo ra từ thiện của tổ chức mang tên ông, cụ thể là Bệnh viện Johns Hopkins, và Đại học Johns Hopkins và các cơ sở liên quan, đặc biệt là trường y, điều dưỡng và y tế công cộng. Một cuốn tiểu sử mang tên Johns Hopkins: Silhouette được viết bởi anh em họ của mình, Helen Hopkins Thom, được xuất bản vào năm 1929 bởi Johns Hopkins University Press.
Johns Hopkins sinh ngày 19 tháng 5 năm 1795 ở Whitehall trong một đồn điền trồng thuốc lá rộng 2 km² ở quận Anne Arundel, Maryland. Tên đầu tiên của ông, Johns (không John), là họ. Bà cố của ông, Margaret Johns, kết hôn với Gerard Hopkins, và họ đặt tên con trai của họ, Johns Hopkins, một quy ước đặt tên không phổ biến không vào thời điểm đó, tên gọi này đã được truyền đến cháu nội của ông. Cha mẹ ông là Samuel Hopkins (1759-1814), quận Anne Arundel, và Hannah Janney (1774-1864), quận Loudoun, Virginia.